# Литературный музей Ильяса Есенберлина
Литературный музей Ильяса Есенберлина (каз. Ілияс Есенберлиннің әдеби музейі) — литературный музей, посвященный жизни и творчеству казахстанского писателя Ильяса Есенберлина. Был торжественно открыт 24 декабря 1999 года. Расположен в городе Атбасар (Акмолинская область), где и был рожден писатель. 
В музее часто проводятся выставки, конференции и другие мероприятия. Сам же музей также принимал участие в различных выставках и конференция в разных городах и стран мира.
Музей сотрудничает с Литературно-мемориальный Дом-музей Абая и Тургайским музейным комплексом. Состоит в Ассоциации музеев выдающихся личностей Казахстана, основанной в 2018 году.

## История
Город Атбасар, находящийся в Акмолинской области тесно связан с именем известного казахского писателя Ильяса Есенберлина. Атбасар является родным городом писателя. 24 декабря 1999 года при активной поддержке администрации города Атбасар, семьи писателя состоялось торжественное открытие литературного музея Ильяса Есенберлина. Активное участие в организации и открытии этого музея принял сын И.Есенберлина. Он же и являлся основателем Издательского дома «Кочевник» в Алма-Ате.
Большой вклад в составление фонда музея внесли родственники писателя. Фонд Литературного музея с начала его деятельности насчитывал свыше тысячи экспонатов, который пополняется и по сей день.
В 2015 году к 100-летию писателя в литературном музее был произведен капитальный ремонт здание и обновление экспозиций в залах. Сотрудники музея провели огромную работу по поискам новых экспонатов и материалов, касающихся жизни писателя. В 100-летие писателя, Литературный музей принимал участие в работе Международной книжной выставки «BOOKMESSE» в Франкфурт-на-Майне (Германия). В этом же году, директор музея приняла участие в Международной научно-практической конференции «Творчество Ильяса Есенберлина - художественная летопись истории казахского народа» в городе Москва.

## Экспозиции музея

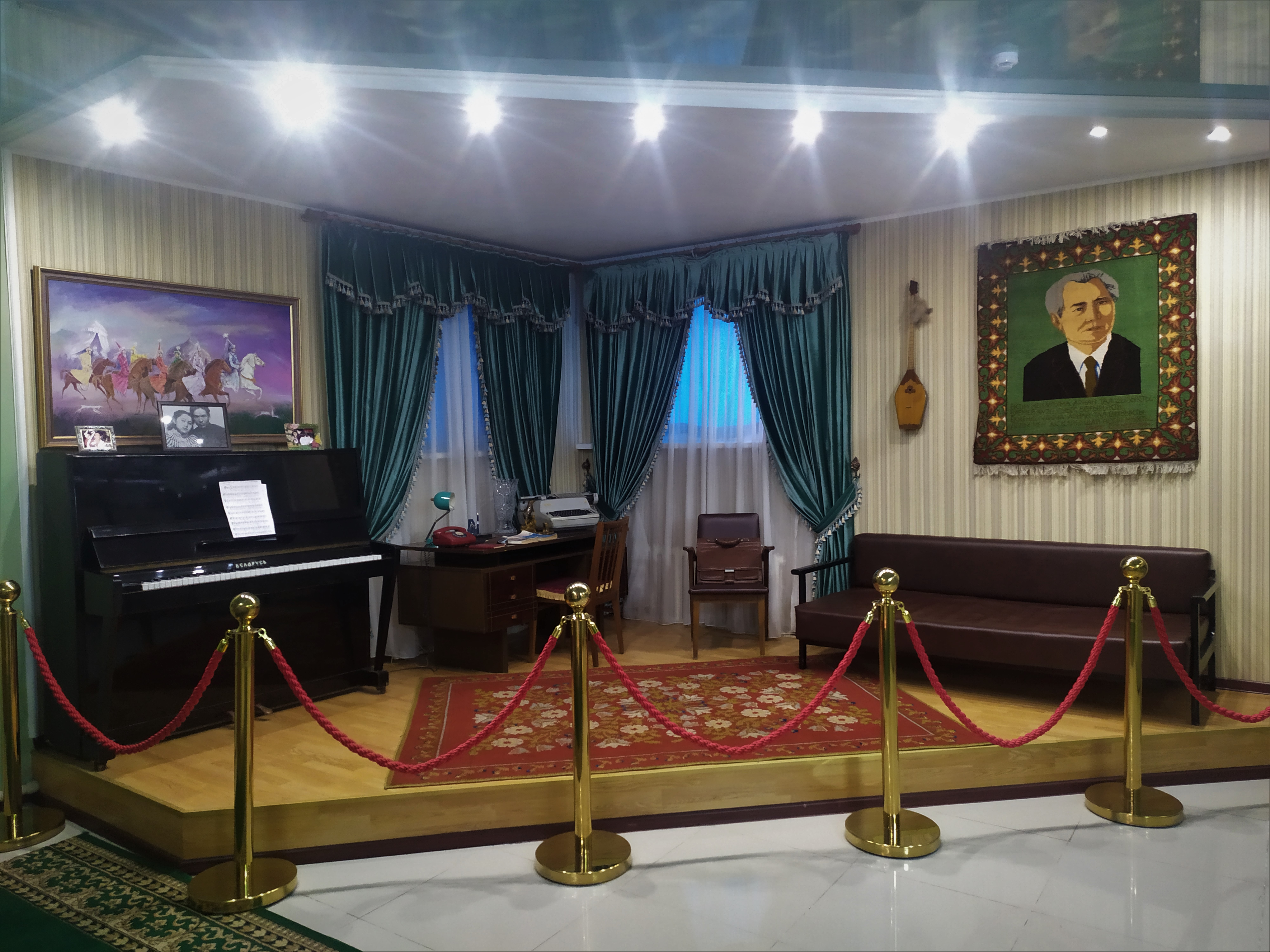
Экспозиция рабочего кабинета Ильяса Есенберлина

В экспозиции Литературного музея И.Есенберлина, подробно отражены этапы жизни и творчества великого писателя. Экспонаты разбиты на разделы, посвященные детству и юности писателя; его участию в Великой Отечественной войне; дальнейшей трудовой деятельности; литературному творчеству. В экспозиции музея представлены личные вещи писателя, фотодокументы, семейные фотографии, книги, воссоздан интерьер кабинета. В фонде музея хранится уникальная запись — живой голос писателя, рукопись книги «Лодка, переплывающая океан», а также коллекция книг с автографами известных  писателей.
В зале музея детально восстановлена обстановка рабочего кабинета Ильяса Есенберлина, созданная на основе его личных вещей. Здесь находится его рабочий стол, за которым он писал свои произведения. Блокнот писателя, записная книжка и телефонный справочник, любимая домбра и многочисленные документы и фотоматериалы.

### Фонд музея
На сегодняшний день в фондах музея насчитывается более 2500 экспонатов, большая часть из них выставлена в залах музея и доступна посетителям. Наиболее ценными экспонатами музея являются личные вещи писателя (письма, почта, книги писателя, рукопись, фотографии семьи).

## Достижения
В 2018 году ко дню работников культуры в Национальном музее РК, в рамках Первого фестиваля организаций и работников сферы культуры и искусства в Республике Казахстан Литературный музей И.Есенберлина удостоился звания «Лучший государственный музей районного значения» в Республике Казахстан.
3 марта 2017 года Акмолинский областной историко-краеведческий музей провел областной конкурс «Лучший экскурсовод», который проводился в рамках реализации Дорожной карты развития музеев и музеев-заповедников на 2017—2018 гг. с целью активизации просветительной работы музеев, улучшения эффективности и качества экскурсионного обслуживания, повышения престижа музейной профессии. В конкурсе приняли участие экскурсоводы 9 музеев области. По итогам всех туров победителем конкурса стала хранитель фондов литературного музея И.Есенберлина Куралай Джакупова.

## Галерея

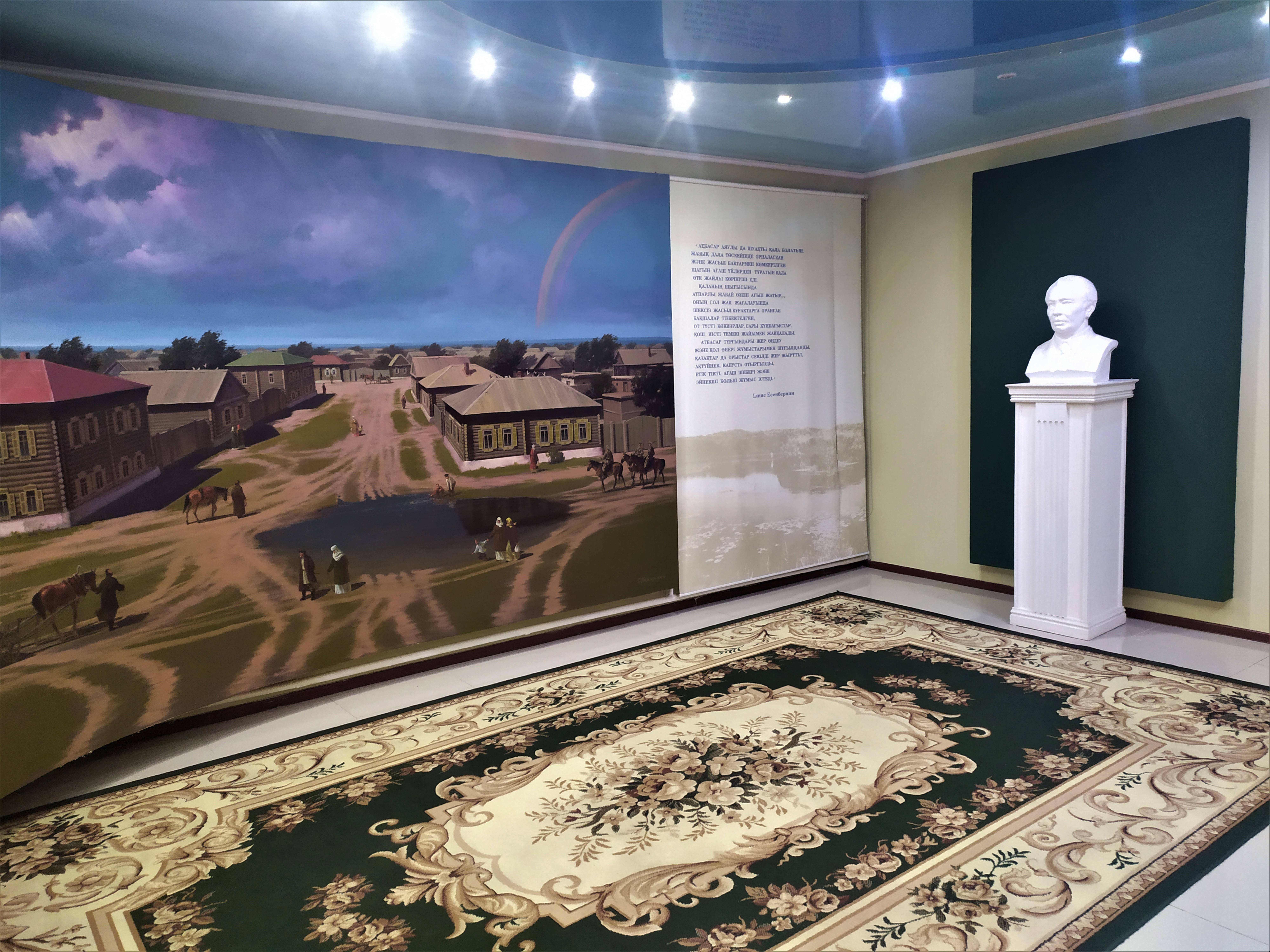
Вход в Литературный музей, где нас встречает большая фреска и бюст Ильяса Есенберлина
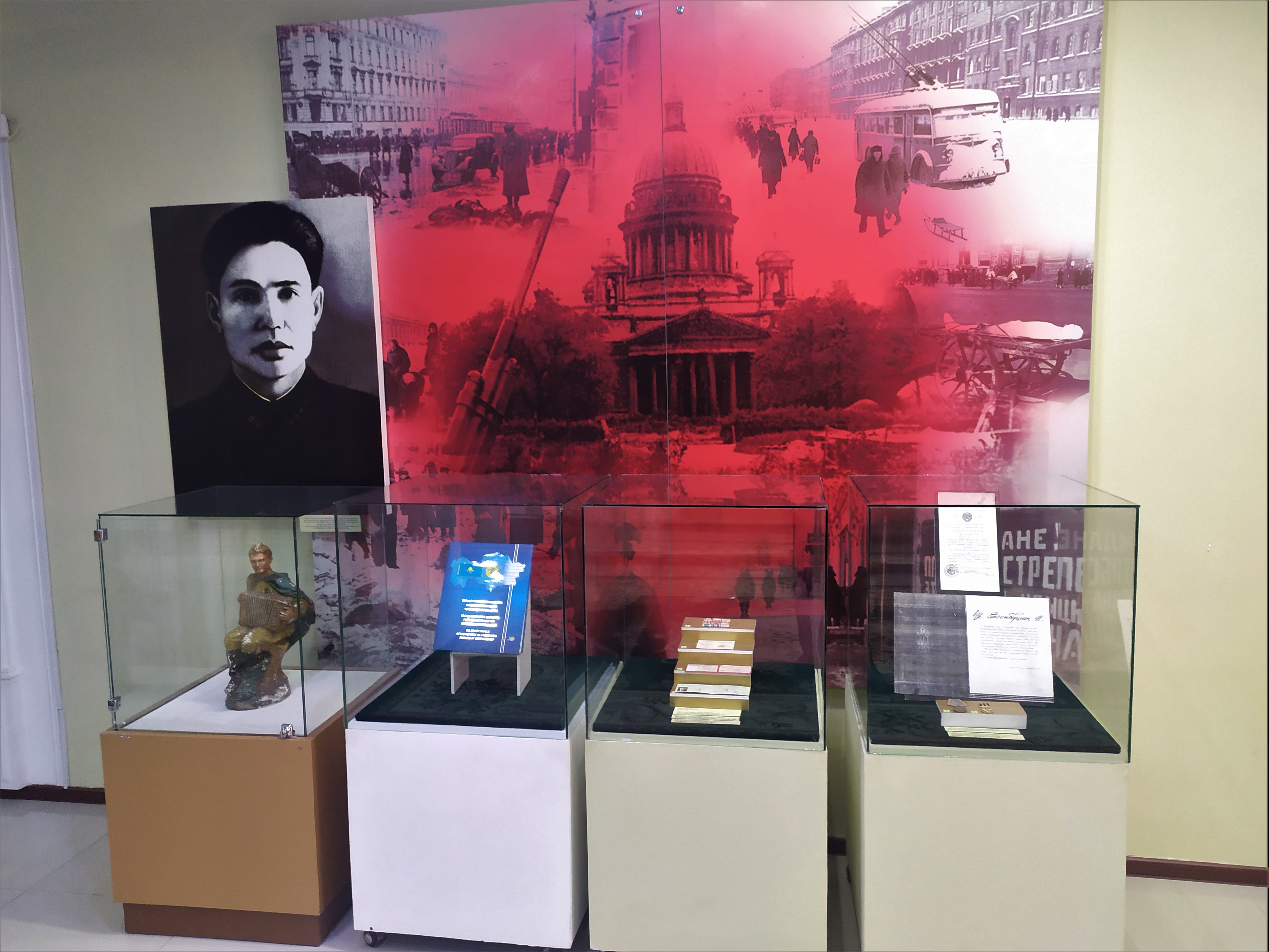
Участие писателя в ВОВ
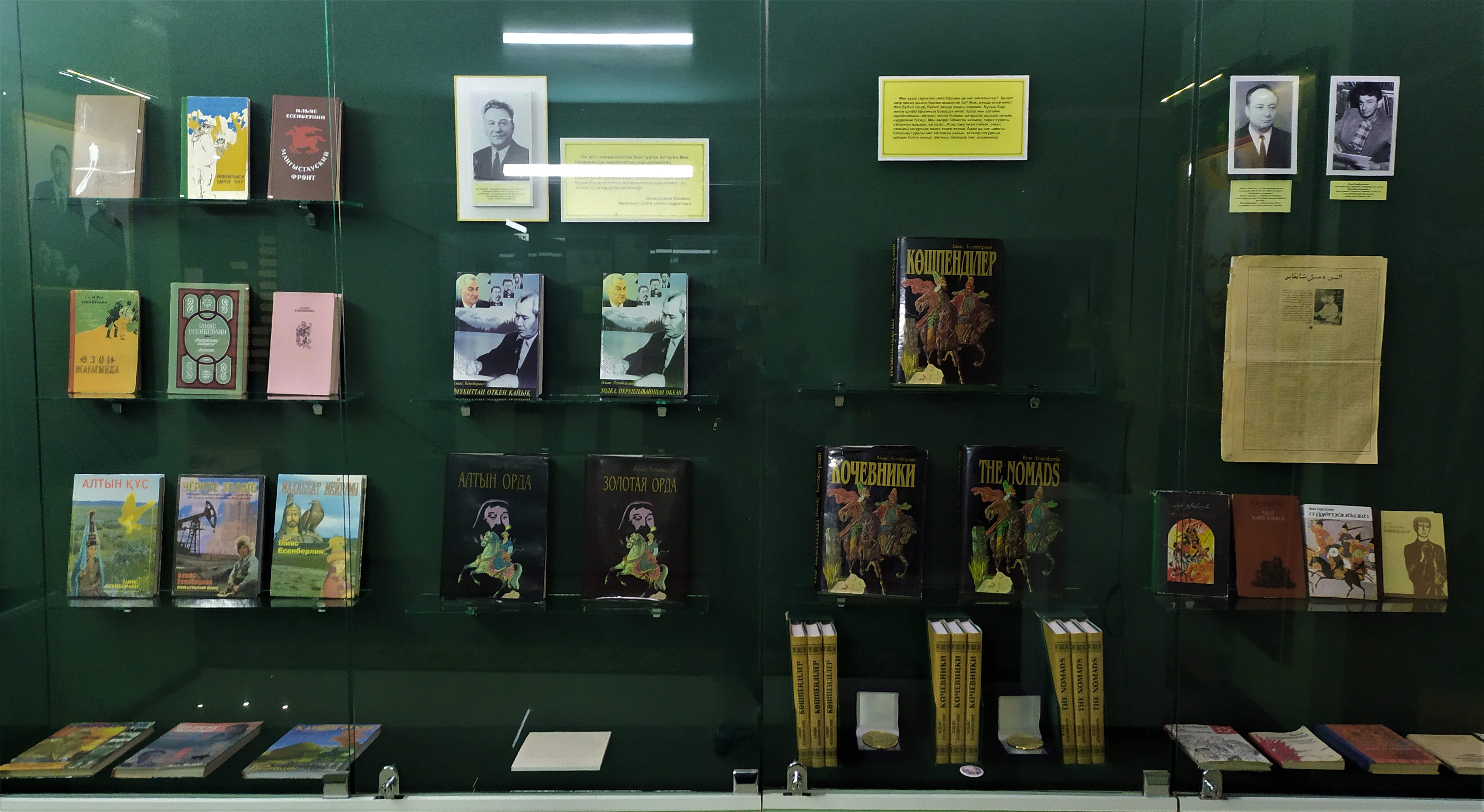
Труды писателя
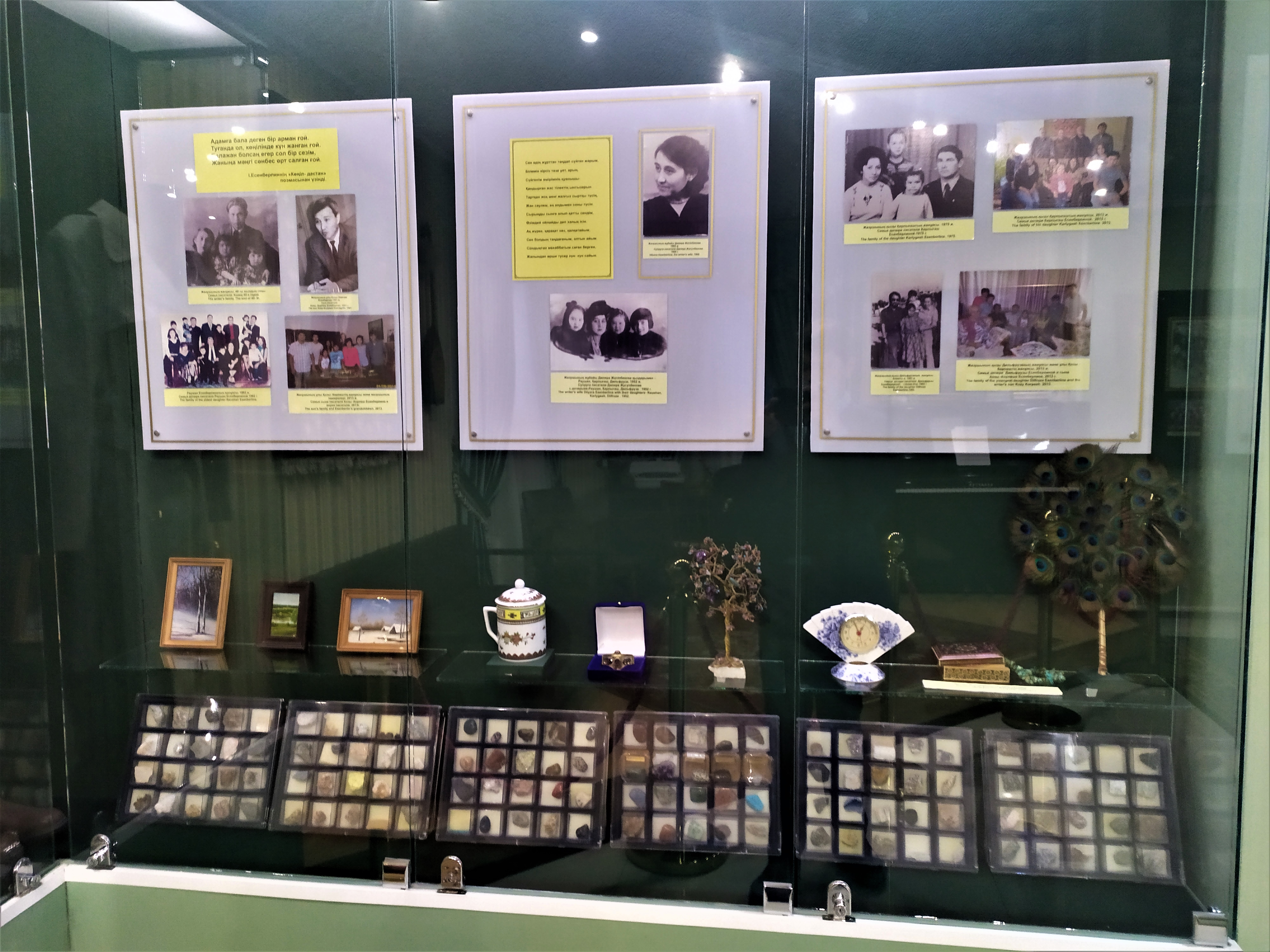
Личные вещи
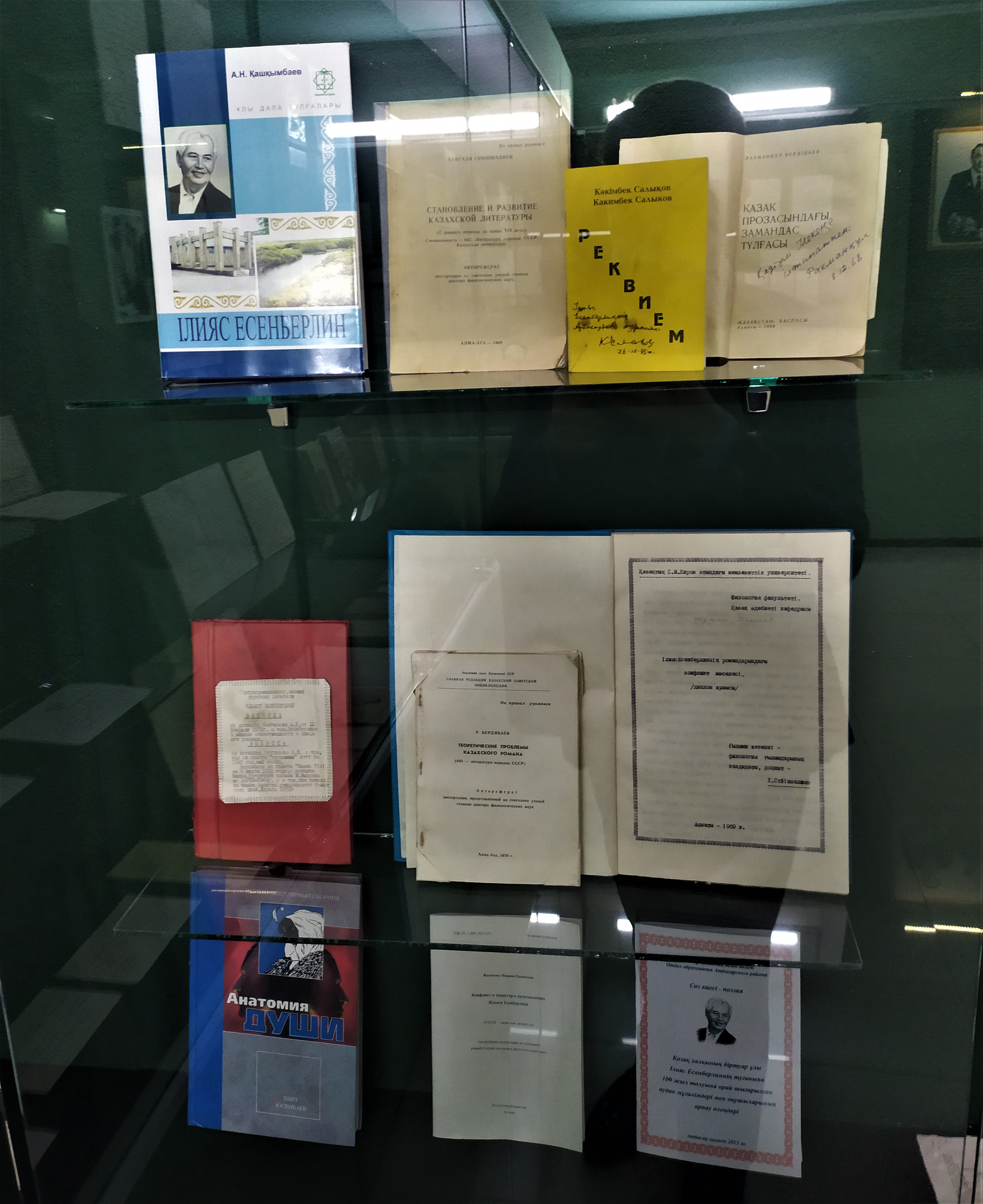
Труды писателя
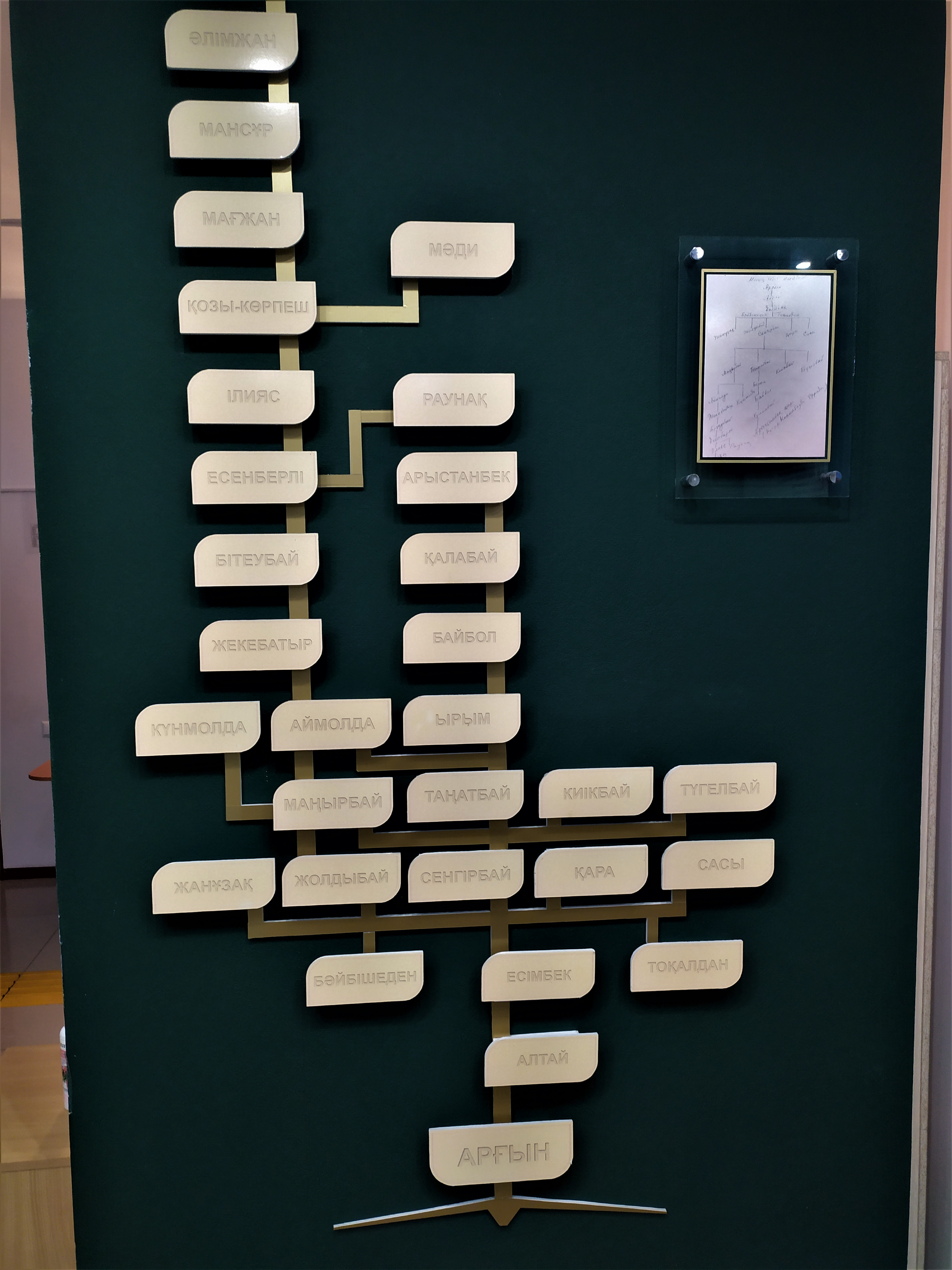
Родословная Ильяса Есенберлина